# Grand Prix Formule 1 van Mexico 1965
De Grand Prix Formule 1 van Mexico 1965 werd gehouden op 24 oktober op het Magdalena Mixhuca Circuit in Mexico-Stad. Het was de tiende en laatste race van het seizoen. Het was de eerste overwinning ooit voor Honda in de Formule 1.

## Uitslag
| Pos. | Nr. | Coureur             | Constructeur   | Rondes | Tijd / Oorzaak uitval          | Grid | Punten |
| ---- | --- | ------------------- | -------------- | ------ | ------------------------------ | ---- | ------ |
| 1    | 11  | Richie Ginther      | Honda          | 65     | 2:08:32.10                     | 3    | 9      |
| 2    | 8   | Dan Gurney          | Brabham-Climax | 65     | +2,89 s                        | 2    | 6      |
| 3    | 6   | Mike Spence         | Lotus-Climax   | 65     | +1:00.15                       | 6    | 4      |
| 4    | 16  | Jo Siffert          | Brabham-BRM    | 65     | +1:54.42                       | 11   | 3      |
| 5    | 12  | Ronnie Bucknum      | Honda          | 64     | +1 Ronde                       | 10   | 2      |
| 6    | 21  | Richard Attwood     | Lotus-BRM      | 64     | +1 Ronde                       | 16   | 1      |
| 7    | 14  | Pedro Rodriguez     | Ferrari        | 62     | +3 Rondes                      | 13   |        |
| 8    | 2   | Lorenzo Bandini     | Ferrari        | 62     | +3 Rondes                      | 7    |        |
| NF   | 3   | Graham Hill         | BRM            | 56     | Motor                          | 5    |        |
| NF   | 18  | Moises Solana       | Lotus-Climax   | 55     | Ontsteking                     | 9    |        |
| NF   | 15  | Jo Bonnier          | Brabham-Climax | 43     | Ophanging                      | 12   |        |
| NF   | 10  | Jochen Rindt        | Cooper-Climax  | 39     | Ontsteking                     | 15   |        |
| NF   | 7   | Jack Brabham        | Brabham-Climax | 38     | Olielek                        | 4    |        |
| NF   | 4   | Jackie Stewart      | BRM            | 35     | Koppeling                      | 8    |        |
| NF   | 22  | Bob Bondurant       | Lotus-BRM      | 29     | Ophanging                      | 17   |        |
| NF   | 9   | Bruce McLaren       | Cooper-Climax  | 25     | Versnellingsbak                | 14   |        |
| NF   | 5   | Jim Clark           | Lotus-Climax   | 8      | Motor                          | 1    |        |
| NS   | 24  | Ludovico Scarfiotti | Ferrari        |        | Auto doorgegeven aan Rodríguez |      |        |
| NS   | 22  | Innes Ireland       | Lotus-BRM      |        | Auto doorgegeven aan Bondurant |      |        |

## Statistieken
| Pole-position | Jim Clark  | Lotus-Climax   | 1:56.17 |
| Snelste ronde | Dan Gurney | Brabham-Climax | 1:55.84 |

## Noot
- Dit was de tiende Grand Prix-start voor een Mexicaanse coureur en de tiende Grand Prix-start voor een Oostenrijkse coureur.
- Eerste podiumplaats voor Mike Spence.
- Eerst (en enige) Grand Prix-winst voor Richie Ginther. Ginther won zijn eerste Grand Prix-winst pas in zijn 47ste Grand Prix; een record tot op dat moment.
- Tweede wereldtitel voor Jim Clark en de vijfde wereldtitel voor een Britse coureur.

1962 · 1963 · 1964 · 1965 · 1966 · 1967 · 1968 · 1969 · 1970 · 1986 · 1987 · 1988 · 1989 · 1990 · 1991 · 1992 · 2015 · 2016 · 2017 · 2018 · 2019